# باتريك فابيان (ممثل)
باتريك فابيان (بالإنجليزية: Patrick Fabian)‏ هو ممثل أمريكي، ولد في 7 ديسمبر 1964 ببيتسبرغ في الولايات المتحدة.

## أعمال

### أفلام
- (2010) طارد الأرواح الأخير[5]

### مسلسلات
- من الأفضل الاتصال بسول

## وصلات خارجية
- باتريك فابيان على موقع IMDb (الإنجليزية)
- باتريك فابيان على موقع ألو سيني (الفرنسية)
- باتريك فابيان على موقع ميوزك برينز (الإنجليزية)
- باتريك فابيان على موقع أول موفي (الإنجليزية)
- باتريك فابيان على موقع قاعدة بيانات الفيلم (الإنجليزية)